# Sunshine (2007)
Sunshine är en brittisk science fiction-film regisserad av Danny Boyle och skriven av Alex Garland. Den handlar om ett rymdskepp på ett farligt uppdrag till solen. Året är 2057 och jorden utsätts för fara av den döende solen, så besättningen skickas för att sätta igång solen igen med hjälp av en massiv bomb, med samma massa som Manhattan. Besättningsmedlemmarna spelas av Cillian Murphy, Rose Byrne, Cliff Curtis, Chris Evans, Troy Garity, Hiroyuki Sanada, Benedict Wong och Michelle Yeoh.
Danny Boyle, som är mest känd för sina filmer Trainspotting och 28 dagar senare, regisserade filmen. Han valde ett antal internationella skådespelarstjärnor och lät dem bo tillsammans och lära sig om ämnena kopplade till deras roller.
Boyle har sagt att hans science fiction-influenser är bland annat Stanley Kubricks 2001 – Ett rymdäventyr, Tarkovskijs Solaris och science fiction/skräckfilmen Alien. Bland övriga influenser har han angett Apocalypse. Sunshine hade premiär i Storbritannien 6 april 2007 och i USA 20 juli 2007. Filmen drog in 3,2 miljoner pund under sina tolv veckor i Storbritannien. I USA hamnade den på en trettondeplacering på sin premiärhelg. Med en budget på 40 miljoner USD så drog den in nästan 32 miljoner USD världen över.

## Handling
Året är 2057, solen är döende och hotar allt liv på jorden. Detta tvingar mänskligheten att skicka en rymdfärja som bär på en bomb som ska återstarta solen. Det första rymdskeppet som skickades, Icarus I, försvann av okända anledningar sju år tidigare. Ett andra rymdskepp, Icarus II, skickas som ett sista försök då allt material för den typen av bomb har gått åt på jorden.
När Icarus II passerar Merkurius på sin väg mot solen upptäcker radioansvarige Harvey (Troy Garity) en nödsignal från Icarus I. Kapten Kaneda (Hiroyuki Sanada) frågar fysikern Capa (Cillian Murphy) om de ska ändra kurs till Icarus I. Efter en riskbedömning bestämmer sig Capa för att docka med det skadade skeppet för att ta dess bomb och på så sätt dubbla chanserna att uppdraget lyckas, då alla simuleringar av explosionen slutar med osäkert resultat. När navigatorn Trey (Benedict Wong) planerar kursändringen glömmer han att ställa om värmeskölden vilket leder till skada på skeppet. Kaneda och Capa ger sig ut på en rymdpromenad för att göra reparationer, men skeppets dator tar automatiskt över och ställer de båda männen i risk för solexponering.
Kaneda beordrar Capa att återvända till skeppet, och offrar sig själv för att göra de nödvändiga reparationerna. Incidenten som orsakade att datorn tog över var en brand i skeppets syreträdgård, vilket leder till mycket låga syrenivåer och gör en återresa omöjlig. Trey skyller på sig själv så psykiatrikern Searle (Cliff Curtis) söver ner honom då han anses vara självmordsbenägen.
Icarus II möter upp med Icarus I och den försvunna rymdfärjan undersöks av fyra män: Harvey, Capa, Searle och Mace (Chris Evans). Icarus I syreträdgård är fortfarande i full blom, men skeppets dator är saboterad, vilket gör att man inte kan få tag på dess sprängladdning. Mace hittar en video lämnad av kaptenen på Icarus I Pinbacker (Mark Strong), där han säger att uppdraget övergavs med flit då han trodde att det var Guds vilja att mänskligheten skulle dö. Besättningen på Icarus I hittas döda i det oskyddade observationsrummet, där de verkar ha brunnit till döds genom att avsiktligen ha sänkt solskölden. Under gruppens utforskning kopplas luftslussen oförklarligt bort med besättningen kvar på Icarus I. I ett riskfyllt försök stannar Searle kvar för att skjuta de andra tre över till Icarus II. Harvey råkar bli knuffade ut i rymden och fryser till döds. Searle, som är fast på Icarus I, vill inte vänta på döden genom svält så han utsätter sig för solens strålar på observationsdäcket, samma öde som den första besättningen, vilket leder till omedelbar död.
Fem återstår på Icarus II: Capa, Mace, Trey, Cassie (Rose Byrne) och Corazon (Michelle Yeoh). De överlevande kollar Icarus aktivitetsfil och upptäcker att någon måste ha kopplat loss luftslussen manuellt. Medan Trey, den huvudmisstänkte för sabotaget, är borta diskuterar de övriga att det återstående syret endast räcker för fyra personer om det ska nå målet för uppdraget. Alla utom Cassie går med på att de Trey måste dödas, men då de går till Trey upptäcker det att han verkar ha begått självmord. Under en sista inspektion, ungefär 19 timmar innan de är framme, upptäcker Capa i datorn att fastän Trey är död kommer de inte nå fram på grund av en oförklarlig "femte person" på skeppet. Han upptäcker att Pinbacker fortfarande lever och har tagit sig till Icarus IIs observationsrum. Pinbacker som är illa bränd över hela kroppen, uppenbarligen galen och innehar stor styrka attackerar Capa och skadar honom i bröstet. Capa lyckas fly, men fångas i luftslussen.
Pinbacker mördar Corazon i syreträdgården och försöker sen sabotera skeppet och uppdraget genom att ta bort huvuddatorn från sitt kylningssystem. Mace försöker åtgärda Pinbackers sabotage, men fångas i kylningsreservoaren och fryser till döds. Capa lyckas manuellt frigöra bomben från resten av skeppet. Han tar sig till bomben med hjälp av en rymddräkt kort innan skeppets raketer startar. Han hittar en svårt skadad Cassie i bombdelen och har blivit förföljd av Pinbacker. Båda lyckas undvika sabotören länge nog för att Capa ska lyckas förbereda bomben. Pinbacker kommer tillbaka och efter en kort strid lyckas Capa övermanna honom och detonera bomben.
På jorden ser vi Capas syster kolla på hennes brors sista ord på en video medan hennes barn bygger snögubbar. Helt plötsligt lyses himlen upp, en indikation på att uppdraget har lyckats, och avslöjar att de har byggt snögubbarna i närheten av Sydneys operahus

## Rollista
| Cillian Murphy  | – Robert Capa |
| Rose Byrne      | – Cassie      |
| Cliff Curtis    | – Searle      |
| Chris Evans     | – Mace        |
| Troy Garrity    | – Harvey      |
| Hiroyuki Sanada | – Kaneda      |
| Benedict Wong   | – Trey        |
| Michelle Yeoh   | – Corazon     |
| Chipo Chung     | – Icarus röst |
| Mark Strong     | – Pinbacker   |

## Kuriosa
- Det mesta av filmen är inspelat i en studio, förutom slutscenen. Denna scen spelades in på Gärdet i Stockholm.

### Fotnoter
1. ↑  Randee Dawn (19 juli 2007). ”Handmade VFX warms Boyle's 'Sunshine' pic”. The Hollywood Reporter. Arkiverad från originalet den 30 september 2007. https://web.archive.org/web/20070930210752/http://www.hollywoodreporter.com/hr/content_display/features/columns/film_reporter/e3i196c2593a031ddd0cf28807192ed8afd. Läst 21 september 2007.